# Himantura
Die Gattung Himantura gehört zur Familie der Stechrochen (Dasyatidae). Die vier Arten der Gattung leben im westlichen Pazifik und im Indischen Ozean.

## Merkmale
Himantura-Arten sind großwüchsig und werden 1,3 bis 1,6 Meter breit. Ihre Körperscheibe ist kräftig, und von subovaler bis rhombischer Form. Die Spitzen der Brustflossen sind breit abgerundet oder eckig. Die Schnauze hat eine weitwinkelige Form. Die Augen sind klein und stehen vor. Die Nasenöffnungen sind von rockförmigen Hautfalten umgeben. Der Schwanz ist peitschenartig und sehr lang. Er erreicht das 2,5- bis 3,7fache der der Körperscheibenbreite. Die Schwanzbasis ist schmal und im Querschnitt oval bis fast kreisrund. Der Stachel sitzt nahe der Schwanzbasis. Dorsale oder ventrale Hautfalten fehlen. Die Bauchflossen sind klein und werden fast vollständig von der Körperscheibe überdeckt. Im Nacken haben die Fische ein bis drei Reihen von Dornen. Außerdem ein undeutlich begrenztes Dornenband auf der Rückenmitte und einige kleine Dornen auf der übrigen Körperscheibe. Eine deutlich Dornenreihe auf dem Schwanz ist nicht vorhanden, lediglich bei adulten Exemplaren finden sich am Schwanzende einige kleine Dornen und Dentikeln.
Die dunkle Rückenseite der Himantura-Arten ist mit Flecken, Augenflecken oder Netzstrukturen deutlich gemustert. Die Bauchseite ist weiß. Bei Jungfischen ist der hintere Abschnitt des Schwanzes normalerweise gebändert.

## Arten der GattungHimantura
Zur Gattung Himantura wurden ursprünglich über 20 Arten aus dem Indopazifik gezählt. Die meisten wurden in einer Mitte 2016 veröffentlichten Revision der Dasyatidae einigen neu eingeführten Gattungen (Brevitrygon, Fluvitrygon, Maculabatis, Pateobatis) oder Urogymnus zugeordnet. Heute gehören nur noch vier großwüchsige Arten zur Gattung Himantura. Eine davon ist noch unbeschrieben. Sie kommt in den Meeren um Australasien vor.
- Himantura australis Last, White & Naylor, 2016[1]
- Himantura leoparda Manjaji-Matsumoto & Last, 2008
- Himantura uarnak (Gmelin, 1789)
- Himantura undulata (Bleeker, 1852)